# Sunmi
Lee Sun-mi (* 2. Mai 1992 in Iksan als Sun Mi), besser bekannt unter ihrem Mononym Sunmi, ist eine südkoreanische Popsängerin der zweiten K-Pop-Generation. Sie war ein Mitglied der Girlgroup Wonder Girls.

## Karriere
Ab 2006 war Sunmi Mitglied der Gruppe Wonder Girls. Im Januar 2010 gab jedoch deren Managementfirma JYP bekannt, dass Sunmi ihre musikalische Karriere unterbrechen und ihre akademische Laufbahn fortsetzen werde.
Nach drei Jahren Pause startete Sunmi im August 2013 ihre Karriere als Solokünstlerin. Ihre Debütsingle 24 Hours wurde ein großer Erfolg. Nach weiteren erfolgreichen Veröffentlichungen kehrte Sunmi 2015 zu Wonder Girls zurück und veröffentlichte mit der Gruppe ein selbstproduziertes Album.
Nachdem sich die Gruppe Anfang 2017 auflöste, wechselte Sunmi zu MakeUs Entertainment und kehrte mit ihrer Single Gashina als Solointerpretin zurück. Im Januar 2018 veröffentlichte sie mit Heroine ein Sequel ihrer Single Gashina.
Nach ihrer ersten Welttournee im Februar 2019 veröffentlichte Sunmi mit Noir und Lalalay zwei weitere Lieder. Anfang 2020 veröffentlichte sie das Lied Gotta Go zum Soundtrack der Webserie "XX".
Am 23. Februar 2021 veröffentlichte sie das Single-Album "Tail" mit 2 Liedern.

## Privatleben
Während ihrer Universitätszeit adoptierte sie den Nachnamen ihres Stiefvaters, Lee, wodurch sich ihr Name in Lee Sun-mi (koreanisch 이선미) änderte.

## Diskografie

### EPs
| Jahr | Titel Musiklabel                                | Höchstplatzierung, Gesamtwochen, AuszeichnungChartsChartplatzierungen (Jahr, Titel, Musiklabel, Platzierungen, Wochen, Auszeichnungen, Anmerkungen) | Anmerkungen                             |
| Jahr | Titel Musiklabel                                | KR | Anmerkungen                             |
| ---- | ----------------------------------------------- | --- | --------------------------------------- |
| 2014 | Full Moon JYP Entertainment, Genie Music        | KR12 (4 Wo.)KR | Erstveröffentlichung: 17. Februar 2014  |
| 2018 | Warning Makeus Entertainment, Kakao M           | KR9 (15 Wo.)KR | Erstveröffentlichung: 4. September 2018 |
| 2021 | 1/6 (6분의1) Abyss Company, Kakao Entertainment | KR5 (2 Wo.)KR | Erstveröffentlichung: 6. August 2021    |

### Single-Alben
| Jahr | Titel Musiklabel   | Höchstplatzierung, Gesamtwochen, AuszeichnungChartsChartplatzierungen (Jahr, Titel, Musiklabel, Platzierungen, Wochen, Auszeichnungen, Anmerkungen) | Anmerkungen                            |
| Jahr | Titel Musiklabel   | KR | Anmerkungen                            |
| ---- | ------------------ | --- | -------------------------------------- |
| 2021 | Tail Abyss Company | — | Erstveröffentlichung: 23. Februar 2021 |

### Singles
| Jahr | Titel Album                                           | Höchstplatzierung, Gesamtwochen, AuszeichnungChartsChartplatzierungen (Jahr, Titel, Album, Platzierungen, Wochen, Auszeichnungen, Anmerkungen) | Anmerkungen                                       |
| Jahr | Titel Album                                           | KR | Anmerkungen                                       |
| ---- | ----------------------------------------------------- | --- | ------------------------------------------------- |
| 2013 | 24 Hours (24시간이 모자라) Full Moon                  | KR2 (9 Wo.)KR | Erstveröffentlichung: 26. August 2013             |
| 2014 | Full Moon (보름달) Full Moon                          | KR2 (14 Wo.)KR | Erstveröffentlichung: 17. Februar 2014 feat. Lena |
| 2014 | You Solo Day                                          | KR63 (1 Wo.)KR | Erstveröffentlichung: 2014 B1A4 feat. Sunmi       |
| 2017 | Gashina (가시나) Warning                              | KR1 (37 Wo.)KR | Erstveröffentlichung: 22. August 2017             |
| 2018 | Heroine (주인공) Warning                              | KR2 (20 Wo.)KR | Erstveröffentlichung: 18. Januar 2018             |
| 2018 | Siren (사이렌) Warning                                | KR1 (43 Wo.)KR | Erstveröffentlichung: 4. September 2018           |
| 2019 | Noir (누아르) –                                       | KR8 (10 Wo.)KR | Erstveröffentlichung: 4. März 2019                |
| 2019 | Lalalay (날라리) –                                    | KR8 (20 Wo.)KR | Erstveröffentlichung: 27. August 2019             |
| 2020 | When We Disco –                                       | KR3 Platin (Streaming) · (47 Wo.)KR | Erstveröffentlichung: 2020 mit J. Y. Park         |
| 2020 | Pporappippam (보라빛밤) –                             | KR5 (34 Wo.)KR | Erstveröffentlichung: 29. Juni 2020               |
| 2020 | Oh Yeah My Fuxxxxx Romance                            | — | Erstveröffentlichung: 2020 Park Won feat. Sunmi   |
| 2020 | Gotta Go (가라고) XX OST Part 1                       | KR123 (1 Wo.)KR | Erstveröffentlichung: 6. Februar 2020             |
| 2021 | Tail (꼬리) Tail                                      | KR22 (16 Wo.)KR | Erstveröffentlichung: 23. Februar 2021            |
| 2021 | You Can’t Sit With Us 1/6                             | KR46 (7 Wo.)KR | Erstveröffentlichung: 6. August 2021              |
| 2021 | Go or Stop? –                                         | — | Erstveröffentlichung: 11. Oktober 2021            |
| 2021 | Too Young to Die Street Woman Fighter Special         | — | Erstveröffentlichung: 2021 mit Hook               |
| 2022 | Oh Sorry Ya –                                         | — | Erstveröffentlichung: 2022                        |
| 2022 | Heart Burn (열이올라요) –                             | KR23 (17 Wo.)KR | Erstveröffentlichung: 29. Juni 2022               |
| 2023 | Lights Out (불이 꺼지고) Billion Music Project Vol. 1 | KR160 (1 Wo.)KR | Erstveröffentlichung: 2023 mit Be’O               |
| 2023 | Stranger –                                            | KR100 (3 Wo.)KR | Erstveröffentlichung: 2023                        |
| 2024 | Balloon in Love –                                     | KR89 (4 Wo.)KR | Erstveröffentlichung: 2024                        |